# There It Is
There It Is est un film américain réalisé par Harold L. Muller, sorti en 1928.
C'est un film « improbable et insolite » qui a été inscrit à la National Film Registry pour ses aspects culturels, esthétiques ou historiques.

## Synopsis
Charley MacNeesha, un détective de Scotland Yard transporte dans une boîte d'allumettes un assistant insecte (animé en stop motion) appelé MacGregor. Le duo se rend à New York pour enquêter sur un « Fantôme », qui fait éclore des poulets adultes, fait flotter des casseroles dans les pièces et fait danser des pantalons.

## Fiche technique
- Réalisation : Harold L. Muller
- Distributeur : Educational Pictures
- Durée : 19 minutes (2 bobines)[3]
- Date de sortie : 1928

## Distribution
- Charles R. Bowers : Charley MacNeesha
- Kathryn McGuire
- Melbourne MacDowell
- Buster Brodie